# Бучумі (комуна, Бакеу)
Бучумі (рум. Buciumi) — комуна у повіті Бакеу в Румунії. До складу комуни входять такі села (дані про населення за 2002 рік):
- Бучумі (1478 осіб)
- Рекеуць (1345 осіб)

Комуна розташована на відстані 203 км на північ від Бухареста, 42 км на південь від Бакеу, 122 км на південний захід від Ясс, 129 км на північний захід від Галаца, 109 км на північний схід від Брашова.

## Населення
У 2009 року у комуні проживали 3296 осіб.